# Diócesis de Ávila
La diócesis de Ávila (en latín: Dioecesis Abulensis) es una circunscripción eclesiástica de la Iglesia católica en España. Se trata de una diócesis latina, sufragánea de la archidiócesis de Valladolid. Desde el 29 de mayo de 2023 su obispo es Jesús Rico García, de los Sacerdotes Operarios Diocesanos.

## Territorio y organización

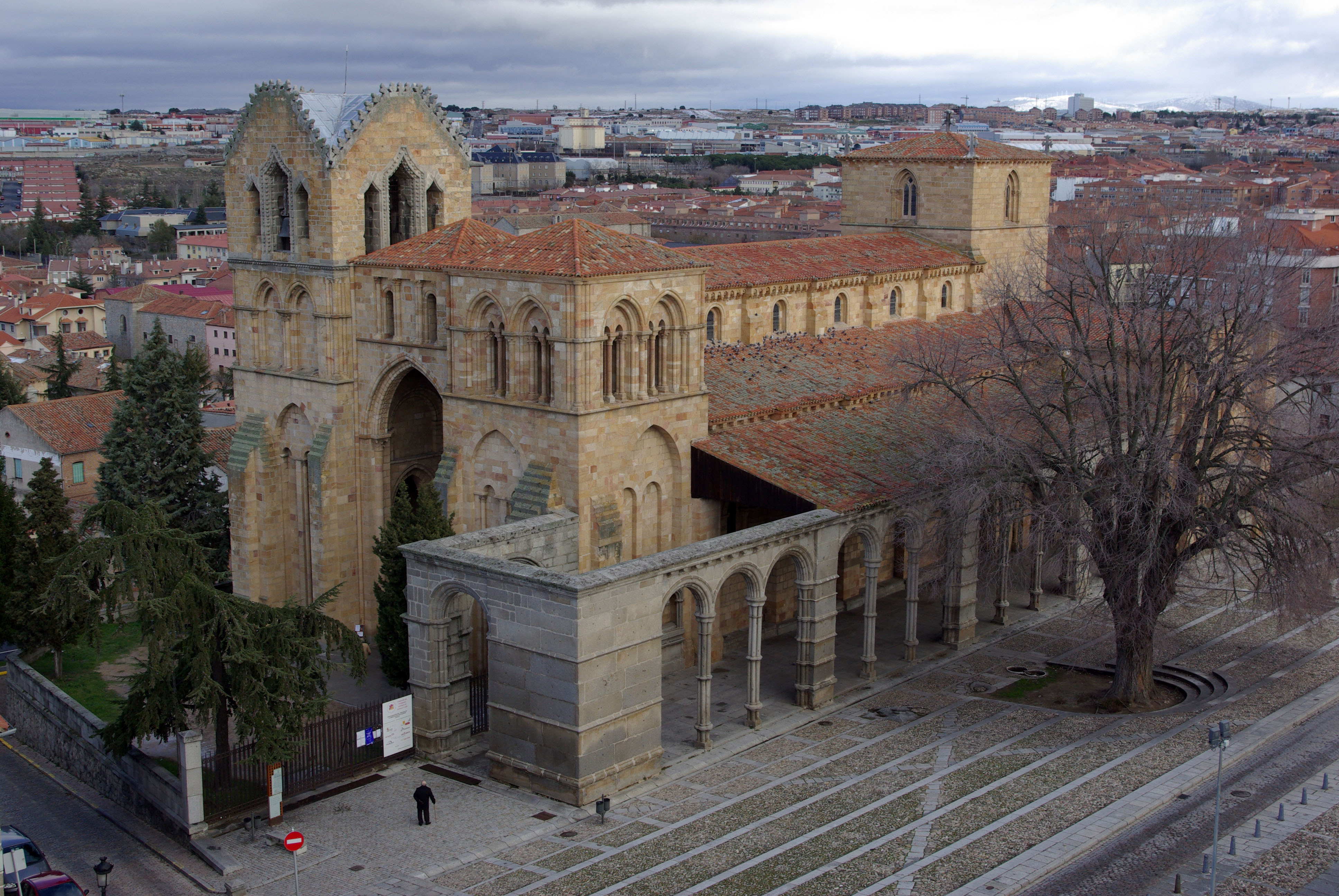
Basílica de San Vicente, en Ávila

La diócesis tiene 8048 km² y extiende su jurisdicción sobre los fieles católicos de rito latino residentes en la provincia de Ávila de la comunidad autónoma de Castilla y León.

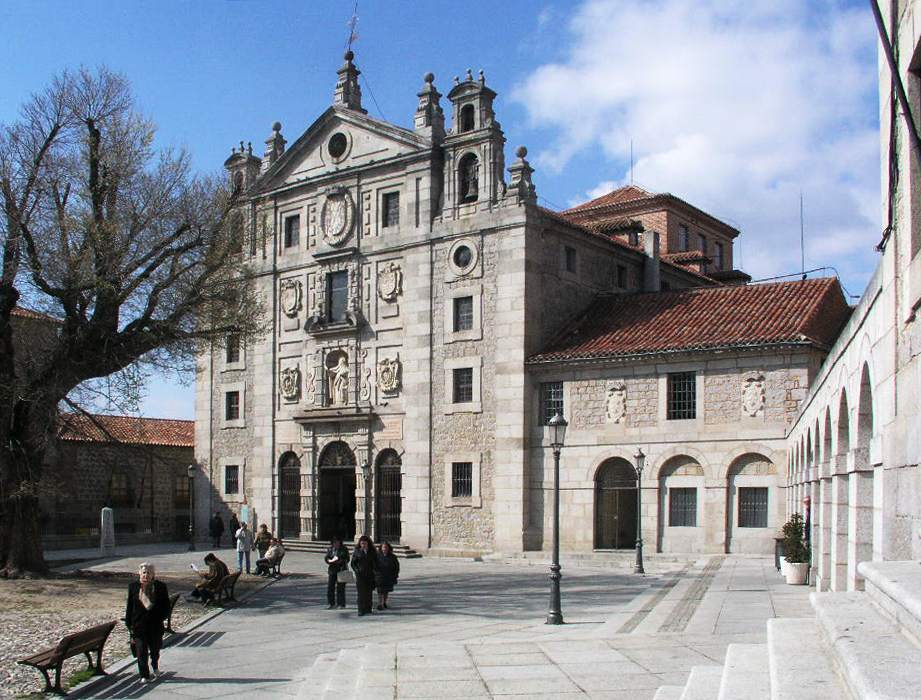
Convento de Santa Teresa, en Ávila

La sede de la diócesis se encuentra en la ciudad de Ávila, en donde se halla la Catedral del Salvador y la basílica de San Vicente.

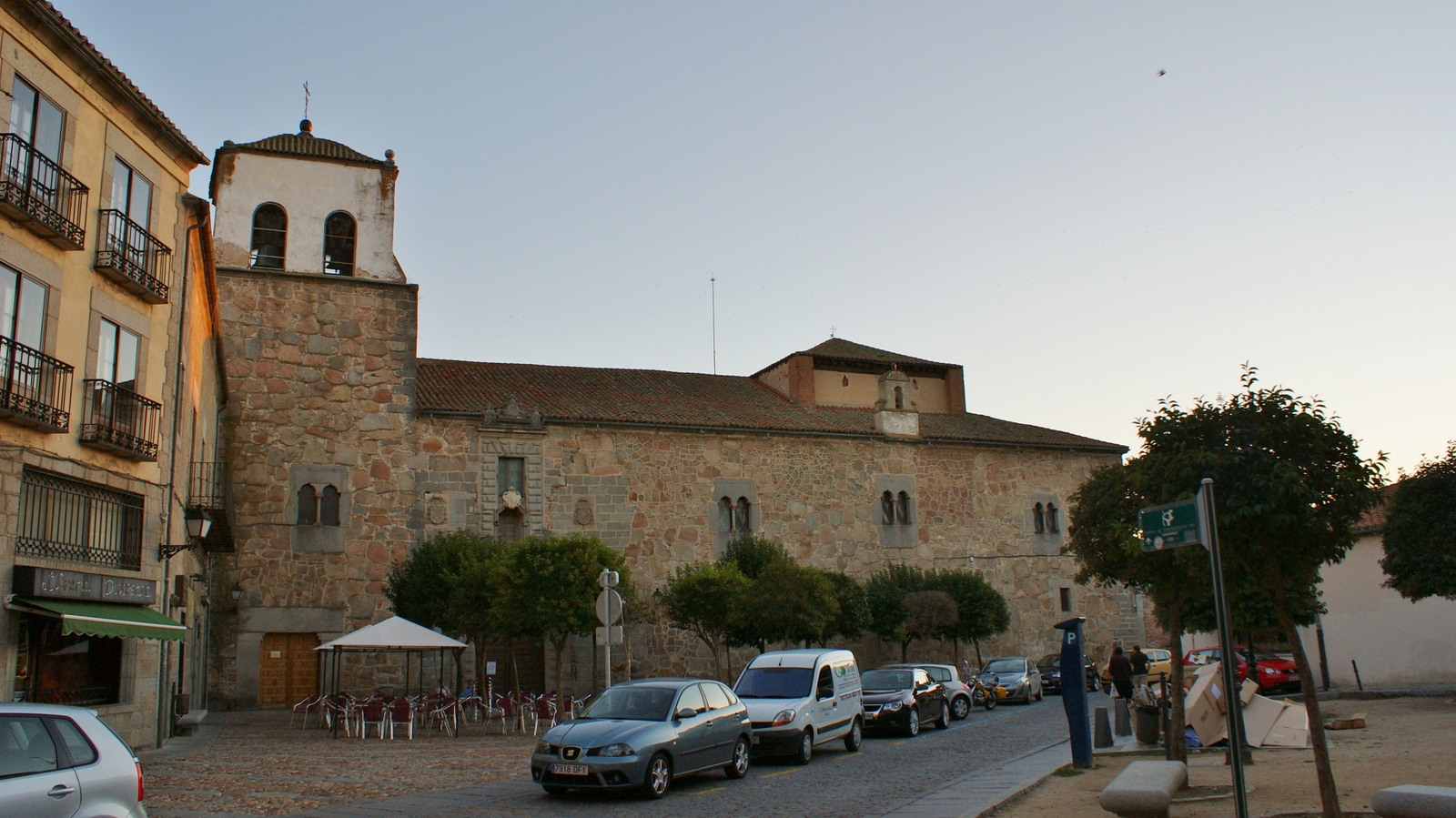
Palacio Episcopal de Ávila

En 2022 en la diócesis existían 265 parroquias agrupadas en 6 arciprestazgos: Alberche, Ciudad de Ávila, Ávila rural, Barco-Piedrahita, Moraña y Tiétar.

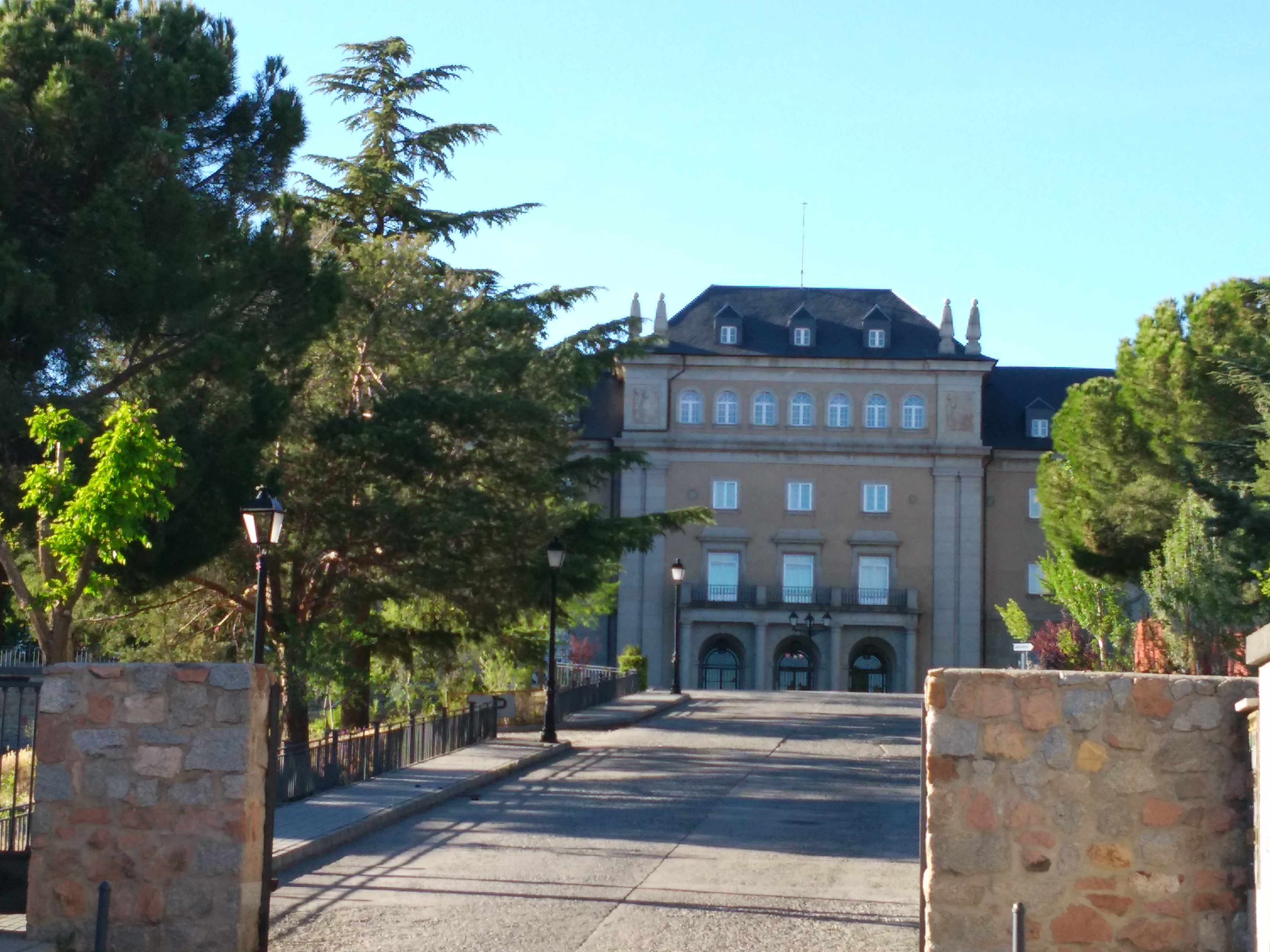
Seminario Diocesano de Ávila

### Subdivisiones históricas de la diócesis de Ávila
División eclesiástica de la diócesis:
Sólo hay cuatro municipios que sí pertenecieron a la Tierra de Ávila y, en cambio, no a su diócesis, son: 
- Peñaranda de Bracamonte, en el partido de la Ciudad de Ávila (Sexmo de San Vicente) hasta 1833. Hoy, en la actual provincia de Salamanca.
- Paradinas de San Juan, en la actual provincia de Salamanca desde 1833.
- Bohonal de Ibor[3] en el Estado de Miranda hasta 1833 y hoy en la actual provincia de Cáceres.
- Talavera la Vieja en el Estado de Miranda hasta 1833, pasó a la provincia de Cáceres y hoy desaparecido como municipio al encontrarse bajo las aguas del embalse de Valdecañas.

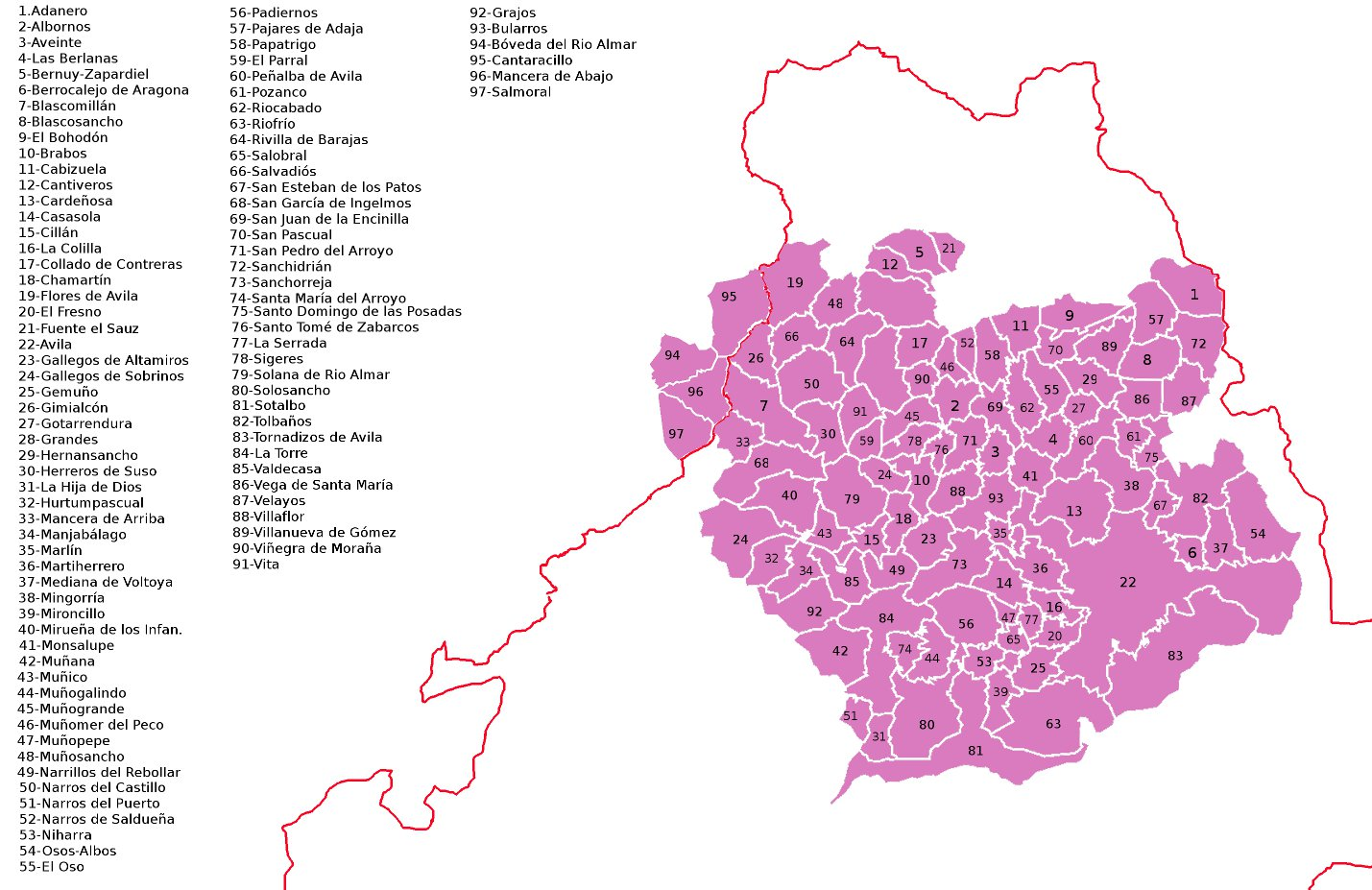
Arciprestazgo de Ávila

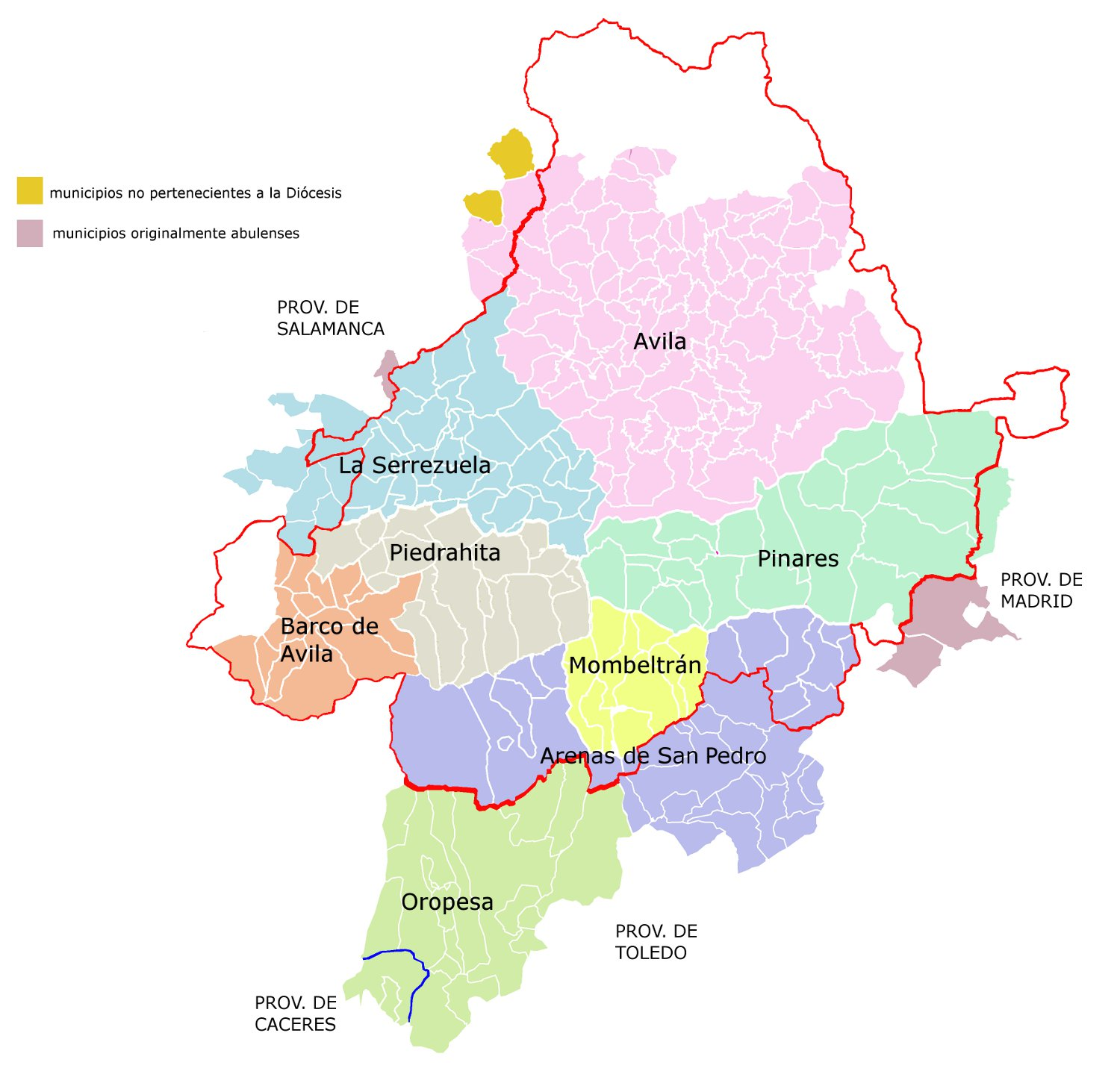
Comunidad de villa y tierra de Ávila

Hay 149 núcleos de población que han llegado a la actualidad: Adanero, La Alamedilla de Berrocal, Albornos, Aldea del Rey Niño (llamada también Aldeanos), Aldealabad (en el municipio de Padiernos), Altamiros, Aveinte, Balbarda (en el municipio de La Torre), Bandadas (en el municipio de Sotalbo), Baterna, Benitos (en el municipio de Narrillos del Rebollar), Las Berlanas (sus barrios: Aldehuela, El Burgo, Rivilla), Bernuy-Salinero, Bernuy-Zapardiel (o Bernuy de Moraña), Berrocalejo de Aragona (antes Canales), Blacha (en el municipio de La Torre), Blascojimeno, Blascomillán, Blascosancho, Bóveda del Río Almar (en la actual provincia de Salamanca), El Bohodón, Brabos, Brieva (barrio de Vicolozano), Bularros, Cabañas, Cabizuela, Cantaracillo (en la actual provincia de Salamanca), Cantiveros, Cardeñosa, Casasola, Castilblanco (población del municipio de Muñogrande), Cillán, Cila, La Colilla, Collado de Contreras, Cortos, Crespos, Chaherrero, Chamartín, Duruelo (población del municipio de Blascomillán), Escalonilla de Pajares,Escalonilla de Valdeamblés, Flores de Ávila (antes Vellacos), Fontiveros, El Fresno, Fuente el Saúz, Gallegos de Altamiros, Gallegos de San Vicente, Gallegos de Sobrinos, Gamonal de la Sierra, Gemuño, Gimialcón, Gotarrendura, Grajos (hoy San Juan del Olmo), Grandes, Guareña (en el municipio de La Torre), Hernansancho, Herreros de Suso, La Hija de Dios, Horcajuelo, Hurtumpascual, Jaraíces, Mancera de Abajo (actual provincia de Salamanca), Mancera de Arriba, Manjabálago, Marlín, Martiherrero, Mediana de Voltoya, El Merino, Mingorría, Mironcillo, Mirueña de los Infanzones, Monsalupe, Morañuela, Muñana, Muñez, Muñico, Muñochas (en 1594 Nuño Hernández), Muñogalindo, Muñogrande, Muñomer del Peco, Muñopepe, Muñosancho, Muñoyerro (en el municipio de Bularros), Narrillos del Rebollar, Narrillos de San Leonardo, Narros del Castillo, Narros del Puerto, Narros de Saldueña, Niharra, Oco (en el municipio de La Torre), Ojos Albos, Ortigosa de Rioalmar, El Oso, Padiernos, Pajares de Adaja, Palacio (en el municipio de Sotalbo), Papatrigo, El Parral, Pasarilla del Rebollar, Pascual Muñoz, Pascualgrande, Peñalba de Ávila, Pozanco, Riatas, en el municipio de Sotalbo, Rinconada, Riocabado (con su barrio Pascualcobo), Riofrío, Rivilla de Barajas, Robledillo, Salmoral (en la actual provincia de Salamanca), Salobral, Salobralejo (en el municipio de Muñogalindo), Salvadiós, San Esteban de los Patos, San García de Ingelmos, San Juan de la Encinilla (con su barrio de San Juan Bautista), San Martín de las Cabezas, San Pascual, San Pedro del Arroyo, Sanchicorto (en el municipio de La Torre), Sanchidrián, Sanchorreja (o San Martín de Valderreja), Santa María del Arroyo (antes Santa María de Muño Nuño), Santo Domingo de las Posadas, Santo Tomé de Zabarcos, Saornil de Voltoya, La Serrada, Sigeres, Solana de Rioalmar, Solosancho (probablemente antes Xemen Sancho), Sotalbo, Tolbaños, Tornadizos de Ávila, La Torre, Urraca-Miguel, Valdecasa, La Vega de Santa María, Velayos, Vicolozano, Villaflor, Villamayor, Villanueva de Gómez, Villaverde, Villaviciosa (localidad del municipio de Solosancho), Viñegra, Viñegra de Moraña, Vita, Zorita de los Molinos.
También se sabe de lugares que hoy son despoblados. Su existencia en la casi totalidad de los casos se encuentra atestiguada documentalmente, de manera especial en la consignación de rentas ordenada por el cardenal Gil de Torres a la iglesia y obispo de Ávila el 6 de agosto de 1250, en la documentación de la Catedral de Ávila y en los elencos de 1587, 1594 y 1785.
Los despoblados son los siguientes: Adijos, Ajates, Alameda (en Brieva), Alameda (en Tornadizos), Alameda de las Requenas, Alamedilla, El Alamillo, Albariza (en el término de Tolbaños), Albornillos, Alcones, Aldeaciego, Aldealgordo, Adeanueva (En Maello), Aldeanueva (en San Juan de la Encinilla), Aldeaseca, Aldea Vieja, Aldehuela (en La Colilla), Aldehuela (en Riofrío), Almarza (en el término de Sanchidrián), Los Ángeles, Almarza (barrio despoblado de Berrocalejo de Aragona), Arevalillo, Armenteros (en el municipio de Maello), Armuñeca, Arroyuelo de San Miguel, Atoleros, Barzones, Blascoarrabal, Belchos, Belmonte (en Narros del Puerto), Berceal, Bercimuelle (en Blascomillán), Berlana, Bermudillo, Bermudo Salinero, Berrendilla, Berrocalejo (en Benitos), Berrocalejo (en Ávila), Bezojimeno, Blasco Blásquez, Blasco Pascual, Blascosanchuelo, Borona (en el término municipal de Bularros), Brieva (en el término de Cillán), El Burguillo, Cabezada, Cabrera, Calatañazor (en el término de Vita), Calzadilla, El Campillo, Cañiclosa, Cardillejo, El Carpio (en el término de Riofrío), Carrascal (en Las Berlanas), Carrascal (en Muñogalindo), Carrascalejo, Casarejos, Casares, Los Casarones, Casas, Casasola (despoblado del municipio de Fontiveros), El Castaño, Castellanillos (o también Castellanos de la Dehesa, en el término de Tornadizos de Ávila), Castellanos (en el término de Tornadizos de Ávila), Castellanos del Espino (en el término de Gallegos de Sobrinos), Cermuño, El Cerro, Cerro de las Eras, El Cid (en el término de Sanchorreja), Cobos (en el término municipal de Sanchidrián), Conejeros, Cordobilla, Cornejos, Cornejuelos, Cortos (despoblado no localizado que el elenco de préstamos de 1250 sitúa en Rioalmar, entre Zorraquín y Migalbín), La Cova, La Coxa, La Cruz (en Cantaracillo, actual provincia de Salamanca), Las Cruzadas, Defesa, Diaciego, Los Dielgos, Los Diezgos, La Dueña, Duruelo (en el término de Blascomillán), Encinas (barrio despoblado de Vicolozano), Erites, Escañuelo, Escarga María, Flor de Rosa, Focinos, Fresneda (despoblado de Tornadizos de Ávila), Fuentes (en Rivilla de Barajas), Fuentes (en Sigeres), Galín Galindez, Galindos (en Cabizuela), Galindos (en el Fresno), Galingómez, Fresneda (en el término de Brieva), Gallegos, Galleguillos, El Gansinos, Garcí Acenar, Garcí Pedro, Garoza (en Muñogalindo), Garoza (en Peñalba de Ávila), Gemén Martín, Gemerrendura (en Blacha, en el municipio de La Torre), Gemerrendura (en Muñosancho), Gemiguel (en Muñosancho), Gemiguel (en Riofrío), Las Gordillas, Gormaz (en el término municipal de Ávila), Gorria, Grajal, Guaraldos, Guigelmos, Los Guijares, Guterreño, Gutiello, Hernán Gallego, Las Hervencias, Herreros del Puerto (en Blacha en el municipio de La Torre), Herreros de Yuso, Horcajo de Zapardiel, Horcajuelo, Hortigosa de Moraña, Ivangrande, Lagartera (en Tornadizos de Ávila), Lagasca, Los Lázaros, La Lobera, El Lomo, Malburgo, Malija, Malucos, Mamblas (en el término de Adanero), Manquillos, Manzaneros, Mañas, Mariviudas, Martín Domínguez, La Mata (en Riofrío), Matos (en Gallegos de Sobrinos), Matutejo (en Guareña, en el municipio de La Torre), Mazarrones, Melinas, Mesegar (en el término de Sotalbo), Migalbín, Migaleles, Mingo Blasco, Mingo Peláez, Mingueches, Miraflores, Miranda, Moalla, Molinero, Montalbo, Montefrío, Montejo (en Solana de Rioalmar), Monténtegro, Morales, Moreno, Muñochas, Muñoendra, Muñomer (despoblado del municipio El Bohodón), Muñopedro (en el municipio de Mirueña), Muñoserracín, Nabares, Narrillos (en el término municipal de Vega de Santa María), El Narro, Navaluenga (en el término de Benitos), Las Navas Rehoyo, Orihuelos, El Orrio, Ovieco, Ovieco García, Pajarancos, Pajarilla del Berrocal, Palaciana, Palazuelos, Palenciana (en el término municipal de Ávila), Palomar, Pardales, Parralejo, Pedrazuela, Pedro Serrano (en el término de Martiherrero), Pedrocojo, Pedrosillo, La Pelmaza, Peñaflor, Piedegallo, Piedrahitilla (en Gallegos de Altamira), Piedrahitilla (en Aldea del Rey Niño), Pizarral, Porquerizos, El Prior, La Puebla, Quemada, La Rad (en el término de Monsalupe), El Rebollar (en el municipio de Narrillos del Rebollar), Rehoyo, Rinconada, Riocabadillo, Rivilla (en Ávila), La Rivilla (en mediana de Voltoya), Robledillo, Salinas, San Clemente, San Cristóbal, San Cristóbal de Pajarilla, San Cristóbal de Rioalmar, San Gregorio, San Juan de Robledo, San Juan de la Torre, San Leonardo, San Martín de la Canaleja, San Miguel, San Miguel de las Viñas, San Pedro de Linares, San Román, San Salvador, Sanmuñoz, Sancho Fraile, Sancho Franco, Sancho Izquierdo, Sancho Ortuño, Sanchonaña, Sansáez, Sansimones (en el municipio de La Torre), Santa María de Blasco Galindo, Santa María de la Calzada, Santa María del Campo, Santa María de Cibiercas, Santa María del Espino, Santa María de Robledo, Santa María del Ronco, Santiuste, Santo Tomé de Linares, Saornil de Adaja, La Serna, La Serna del Obispo, Serone, Sarracines, Sesgudos, Silleros, Sobrinos, Sotos Albos, Tejarejo, Tetadores, Tiamuña (hoy Adeamuña), Torcal, Torneros de la Hoz, Torralba, Las Torrecillas, Vadillo, Val de Santa María de Robledo, Valdeprados, Valseca, Valverde, Venta de San Vicente, Ventosa, Ventosilla, en Bóveda del Río Almar (actual provincia de Salamanca), Verdeja, Vidales, Villacomer, Villacután, Villagarcía, Villalta, Villoslada, Villalán, Yonte, Zabarcos, Zapatera, Zarzalejo, Zorraquín, Zurra (en el término de cabezas del Villar, en torno a la ermita hoy en ruinas llamada Zurraquín). 
Además la documentación señala otros 16 lugares que no están localizados, son los siguientes: Blasco Azedo, Blasco García (sexmo San Vicente), Calcados (en Valle Amblés), Cardeñosa (en Valle Amblés), Donna Vita (en la Moraña), Echevida, El Molinón, Montenebro, Mori (en la Moraña), Nuño Sancho (en la Moraña), Rodera (cabildo de la Moraña; desconocido en Chamartín), Rolanes (en la Moraña), Sancho Barba (cabildo de Pajares; desconocido en Medina de Voltoya), Torneruelos (en la Moraña), Tristos (en la Moraña), Valdelateja.
Arciprestazgo de Bonilla o La Serrezuela

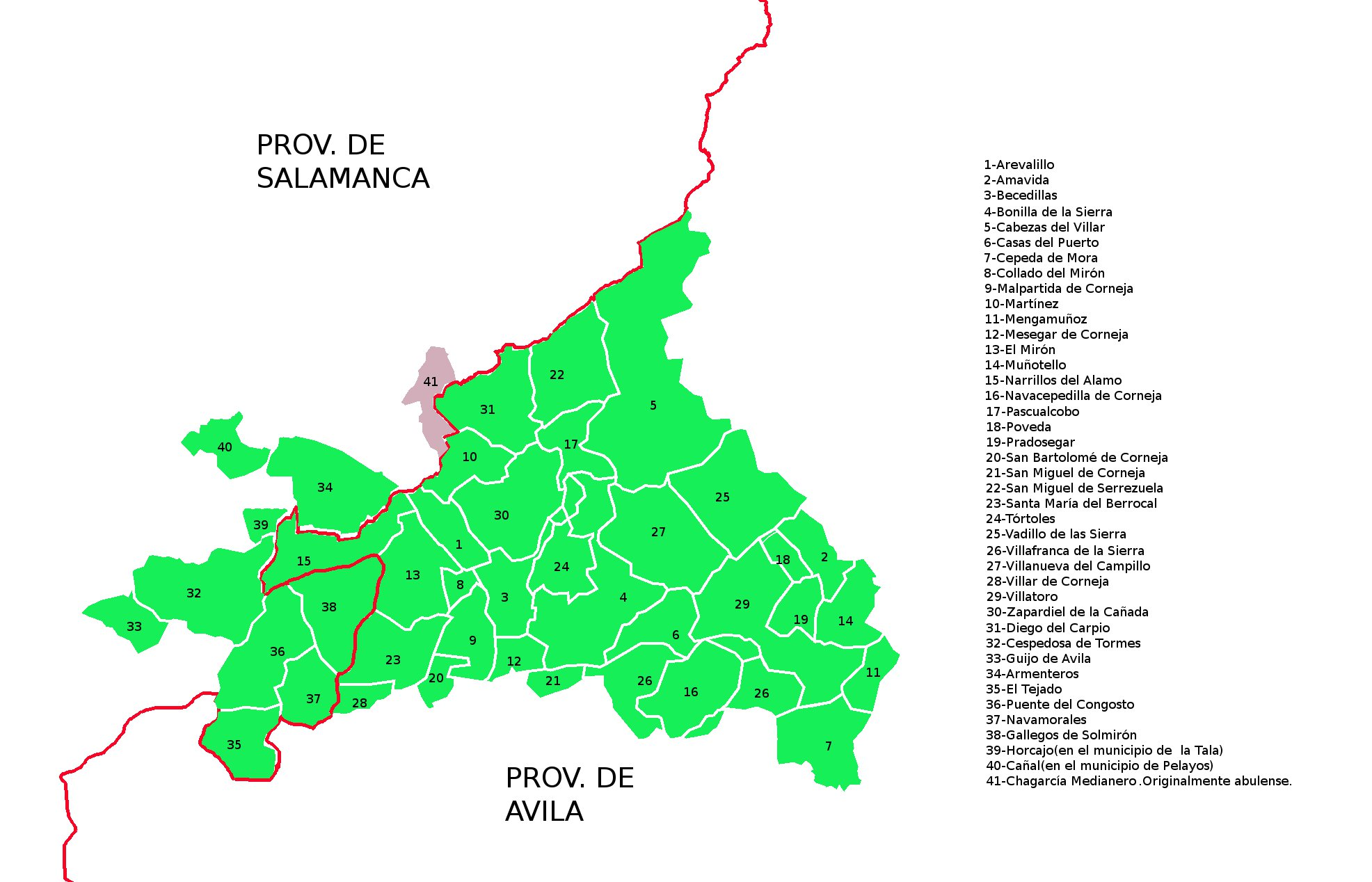
Sexmo o Arciprestazgo de la Serrezuela

Se extendía por territorios que hoy son de las actuales provincias de Ávila y Salamanca. Actualmente subsisten 59 núcleos de población, de ellos 46 en la provincia de Ávila y 13 en la de Salamanca: El Álamo, anejo de Narrillos del Álamo, Amavida (con su barrio de la Solana), Arevalillo, Armenteros (en la actual provincia de Salamanca), Becedillas (con su barrio Casillas de Chicapierna), Bercimuelle (actual provincia de Salamanca), Bonilla de la Sierra, Cabezas de Bonilla, Cabezas del Villar, Carpio Medianero, Casas del Puerto de Villatoro, Castellanos de la Cañada, Cepeda la Mora, Cespedosa de Tormes (en la actual provincia de Salamanca), Collado del Mirón, Diego Álvaro, Gallegos de Solmirón (en la actual provincia de Salamanca), Garganta de los Hornos, Guijo de Ávila (en la actual provincia de Salamanca),  Iñigo Blasco, Malpartida de Corneja, Martínez, Menga Muñoz, Mercadillo (anejo de Narrillos del Álamo), Mesegar de Corneja, El Mirón, Montalvo (anejo de Martínez), Muñotello, Narrillos del Álamo, Navacepedilla de Corneja, Navahermosa de Corneja, Navahombela (actual provincia de Salamanca), Navamorales (actual provincia de Salamanca), Pajareros, Pascualcobo, Pedro Fuertes (actual provincia de Salamanca), Poveda, Pradosegar, Puente del Congosto (actual provincia de Salamanca), Revalvos (actual provincia de Salamanca), Revilla de Codes (actual provincia de Salamanca), Rivera de Corneja, Rivilla de la Cañada, San Bartolomé de Corneja, San Miguel de Corneja, San Miguel de Serrezuela, San Simones, Santa María de Berrocal, Serranos de la Torre, El Tejado (en la actual provincia de Salamanca, en tres barrios: La Magdalena, el Tejado, Las Casillas), Tórtoles, Vadillo de la Sierra (antes San Adrián), Valdemolinos, Villafranca de la Sierra, Villanueva del Campillo, Villar de Corneja, Villatoro, Zapardiel de la Cañada.
Además de todos estos lugares, el arciprestazgo eclesiástico de Bonilla comprendía Santibáñez de Béjar, que aquí no está recogido, pues consta su pertenencia en lo civil a la Comunidad de Villa y Tierra de Béjar, al menos desde el siglo XVI. Otro tanto pasa con Chagarcía Medianero y La Cabeza de Béjar, los dos, hoy, en la actual provincia de Salamanca, que en 1250 estaban recogidos como lugares abulenses.
Los despoblados localizados dentro de esta porción de la Comunidad de Ávila se elevan a 21, 14 dentro de la actual provincia de Ávila y 7 dentro de la de Salamanca, a saber: Arrocampo, Avellanosa, Berrocosa (en el término de Navamorales, actual provincia de Salamanca), Blasco Sancho (en el término de Armenteros, actual provincia de Salamanca), Blasquita, Caleruca, Cañal (en el término de Pelayos, actual provincia de Salamanca), Casaritos, Casasola, Las Casillas (en Navamorales, actual provincia de Salamanca), La Entrada, Horcajo (en el término de La Tala, actual provincia de Salamanca), Izquierdos, Muñopepe (en el término de Cespedosa de Tormes, actual provincia de salamanca), Naharra, Peñaflor (en el término de El Tejado, actual provincia de Salamanca), Ruyos, San Martín del Fraile, Serranos de Avianos, La ventosa de la Cuesta, Yanguas.
Además de estos 21 despoblados, el elenco parroquial de 1250 señala otros cinco que han desaparecido y que no están localizados: Cespedosa (distinto del lugar actual en la moderna provincia de Salamanca), Cristóbal Muñoz, Muñicos, San Cristóbal, San Ildefonso.

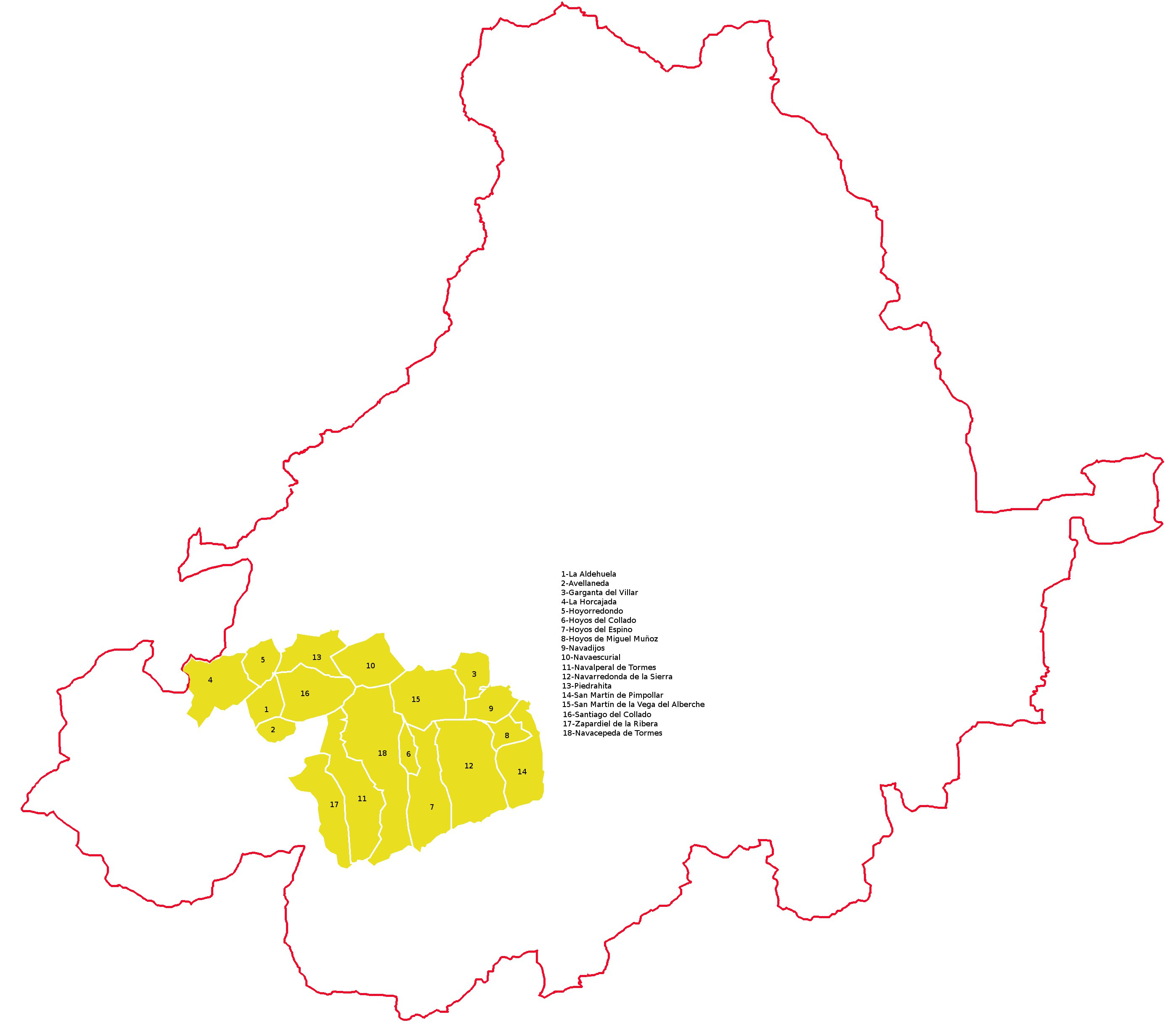
Arciprestazgo de Piedrahíta
Todo este arciprestazgo estaba comprendido dentro de los límite de la actual provincia de Ávila; los lugares del mismo que se puede hoy registrar como existentes se elevan hasta 57; he aquí el elenco: La Alameda (barrio de Hoyorredondo), La Aldehuela, La Almohalla, La Angostura, Avellaneda, Barajas, El Barrio, Campurbín, La Cañada, La Carrera (barrio de Hoyorredondo), Las Casas del Camino, Las Casas de Navascuerda, Casas de Sebastián Pérez, Las Casillas (barrio de Hoyorredondo), El Castillo (barrio de Hoyorredondo), El Collado, Garganta del Villar, La Herguijuela, El Hito, La Horcajada, Horcajo de la Ribera, Hoyorredondo, Hoyos del Collado, Hoyos del Espino, Hoyos de Miguel Muñoz, La Lastra (población del municipio de Santiago del Collado), Las Marías, Los Molinos (población del municipio de La Aldehuela), Navacepeda de Tormes, Navadijos, Navaescurial (con sus tres barrios: Las Marías, Zapata y El Barrio), Navalmahillo, Navalperal de Tormes, Navalsauz, Navamuñana, Navarvieja, Navarredonda de la Sierra, Las Navas (pedanía de La Aldehuela), Navasequilla, Nogal (pedanía de Santiago del Collado), Ortigosa de Tormes, Palacios de Corneja, Pesquera, Piedrahíta (con Barrionuevo), El Poyal, El Rehoyo, Riofraguas, San Bartolomé de Tormes, San Martín del Pimpollar, San Martín de la Vega del Alberche, Santiago del Collado (con su barrio Zarzal), Santiuste (localidad de Santiago del Collado), Las Solanas del Carrascal, Las Solanillas, El Soto (anejo de Piedrahíta), Valdelaguna (pedanía de Santiago del Collado), Zapardiel de la Ribera.
Además están localizados seis despoblados que son: Aldehuelilla, Altopaso, Casas del Arcador, Casas de Pedro González, Majada las Eras, Majada la Zarza.
Arciprestazgo de El Barco

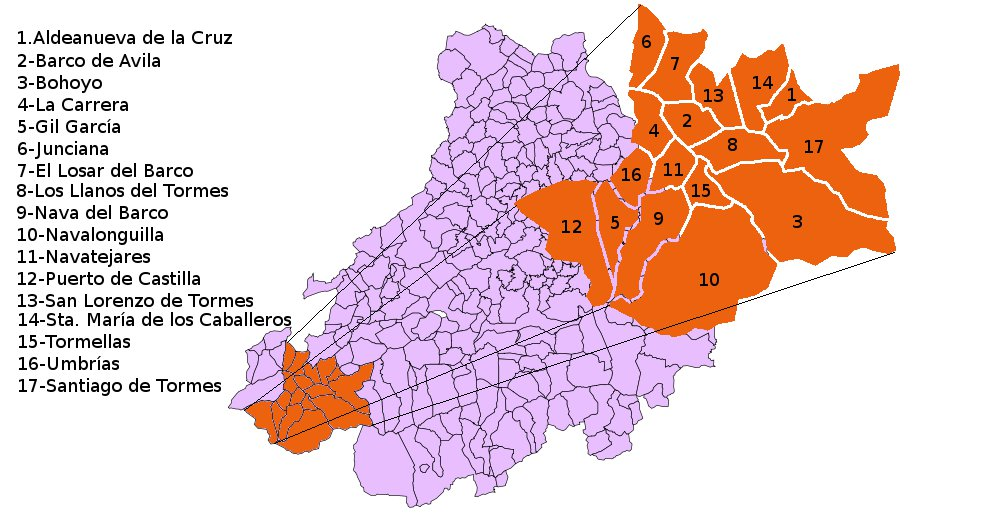
Arciprestazgo de Barco de Ávila

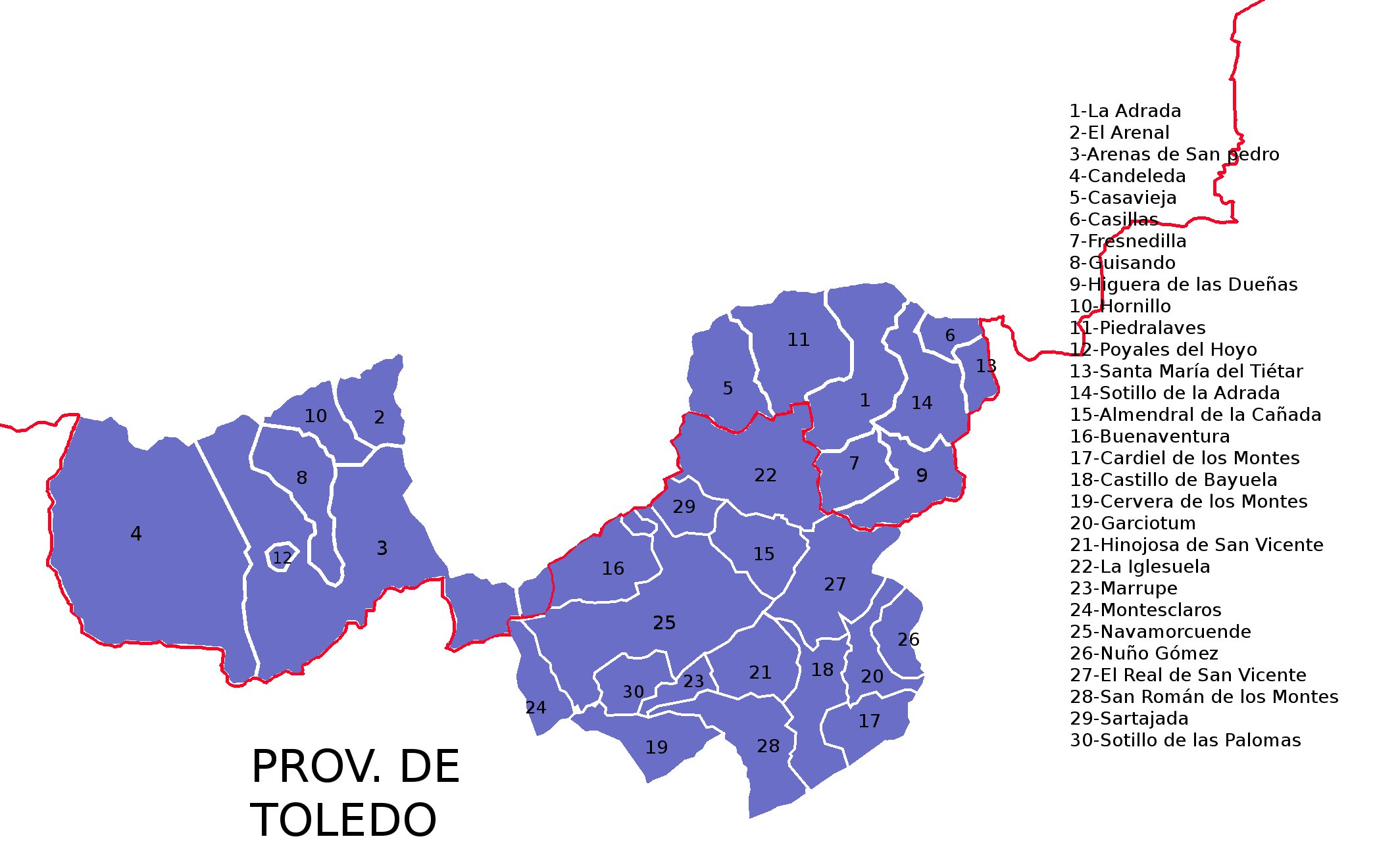
Arciprestazgo de Arenas de San Pedro

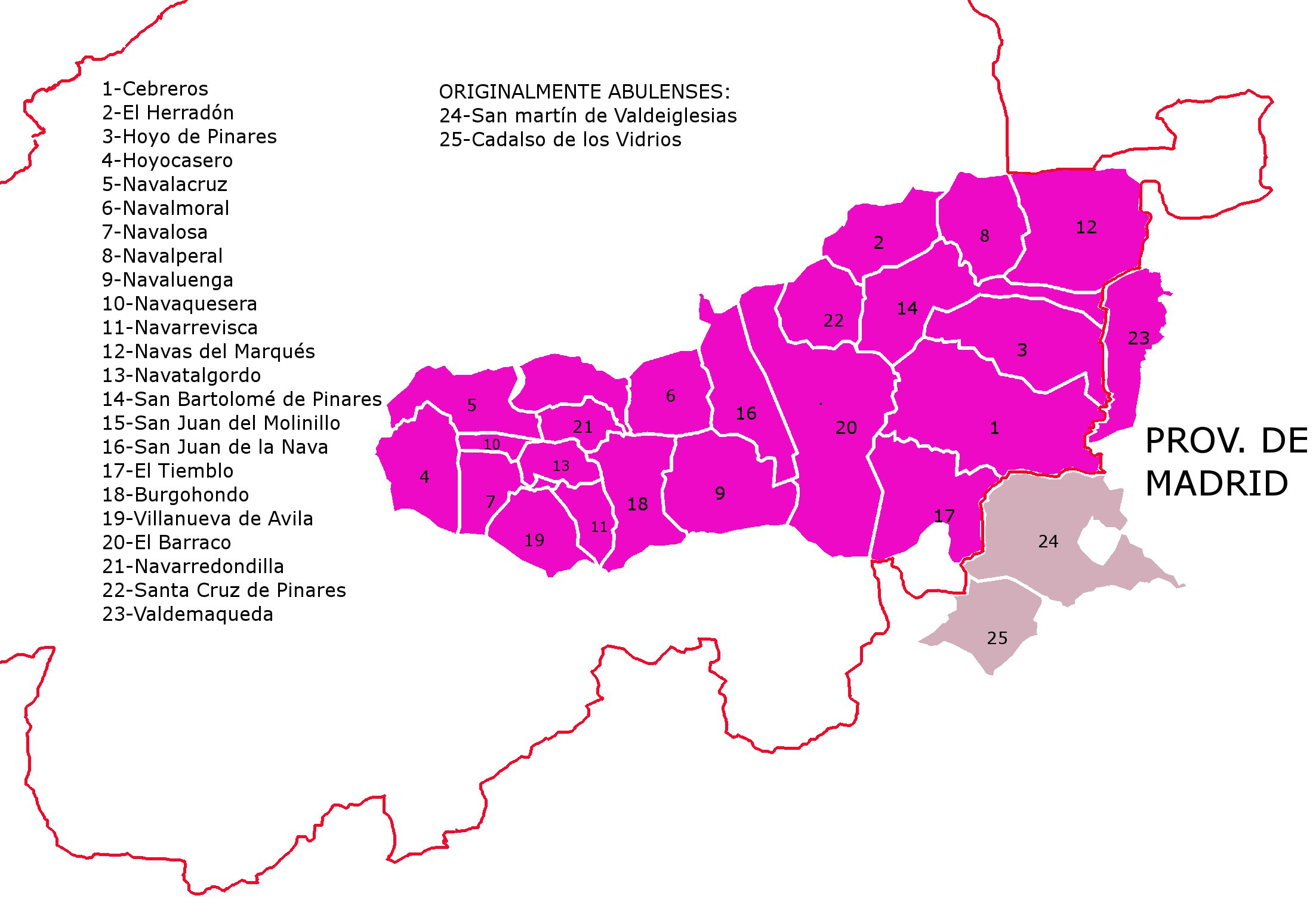
Arciprestazgo de Pinares

El territorio de este arciprestazgo se extendía en su totalidad por la actual provincia de Ávila. A fecha de 1974 los lugares existentes eran 60: Aldeanueva de Santa Cruz, La Aliseda de Tormes, El Barco de Ávila, El Bardal, El Barquillo, Barriochico, Bohoyo, Cabezas Altas, Cabezas Bajas, Cabezuelo, Canaleja, Cardenal, Carrascalejo, La Carrera, Casas del Abad, Casas de Maripedro, Casas del Rey, Casas de la Sierra, Casas de la Vega, Cereceda, Los Cerrudos, Collado, Los Cuartos, El Charco, Encinares, Gil García, Los Guijuelos, Hermosillo, El Hoyo, Hustias, Junciana, Lancharejo, La Lastra del Cano, La Lastrilla, Los Loros, El Losar, Los Llanos de Tormes, Los Narros (o Las Solanas), Nava del Barco, Navalguijo, Navalmoro, Navalonguilla, Navamediana, Navamojada, Navamorisca, Navamures, Navarregadilla, Navatejares, Puerto de Castilla, Retuerta, San Lorenzo de Tormes, Santa Lucía de la Sierra, Santa María de los Caballeros, Santiago de Aravalle, Los Sauces, Serranía, Tormellas, Umbrías, Vallehondo, Venta de las Veguillas.
Se encuentran los despoblados de: La Cabrera, Casas de la Cabezuela, Casas de la Fuente, Berrocosa.
Tierra de Ávila allende sierra.

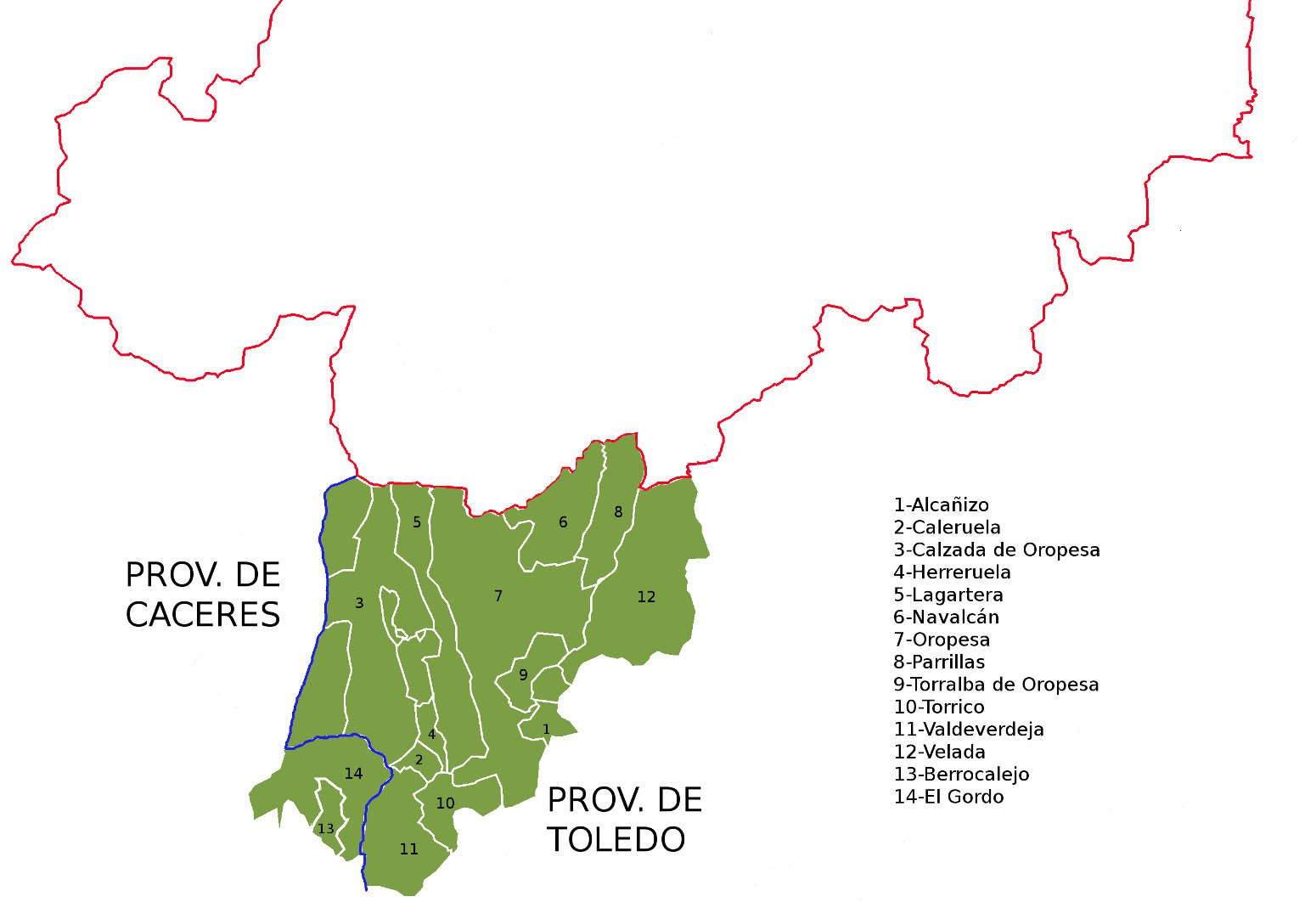
Arciprestazgo de Oropesa
Se halla situado dentro de los límites provinciales de Cáceres y Toledo, aunque mayoritariamente dentro de esta última provincia. De los 16 lugares actuales que lo integran, 14 corresponden a la actual provincia de Toledo, y sólo dos, Berrocalejo y El Gordo, se hallan en el territorio provincial cacereño.
Situado este arciprestazgo en el mediodía de la Comunidad de Ávila, limitaba al oeste con la Comunidad de Villa y Tierra de Plasencia, y al Sur, con las tierras talaveranas de la Mesa Arzobispal de Toledo; en sus kilómetros más occidentales este límite meridional coincidía con el río Tajo, para luego continuar algo más al norte de dicho río. El territorio que ocupaba este arciprestazgo se corresponde en su mayor parte con la actual comarca toledana de la Campana de Oropesa.
Los 16 lugares actuales oropesanos eran los siguientes: Alcañizo (provincia de Toledo), Berrocalejo (Cáceres), Caleruela (provincia de Toledo), La Calzada de Oropesa (provincia de Toledo), Corchuela (provincia de Toledo), El Gordo (Cáceres), Herreruela de Oropesa (provincia de Toledo), Lagartera (provincia de Toledo), Navalcán (provincia de Toledo), Oropesa (provincia de Toledo), Parrillas (provincia de Toledo), Torralba de Oropesa (provincia de Toledo), Torrico (provincia de Toledo), Valdeverdeja (provincia de Toledo), Velada (provincia de Toledo), Las Ventas de San Julián (provincia de Toledo).
Hay 20 lugares despoblados localizados: Aldehuela, Aravalle, Bobadilla, Carrascalejo, Casa el Santo, Fuente de Cantos, La Fuente del Maestre, Guadyerbas la Alta, Guadyerbas la Baja, Higuera, Malhincada de Oropesa, Matoso, Mengazanar, Olilla, Peñaflor, Puebla de Enaciados o de Santiago, Ruimartín, Ventosilla, Zaudosa, Zurrabotas.
Arciprestazgo de Arenas de San Pedro
El territorio de este arciprestazgo en la división provincial del siglo XIX quedó distribuido casi a partes iguales entre las modernas provincias de Ávila y Toledo; de sus 33 lugares existentes en nuestros días, 17 quedaron en Ávila y 16 en la actual comarca toledana de la Sierra de San Vicente.
Situado en los extremos meridionales de la Comunidad de Villa y Tierra de Ávila, más allá, hacia el Sur, confinaba con las tierras talaveranas de la mitra arzobispal de Toledo y con el Concejo de Escalona.Alguna vacilación hubo durante el siglo XIII al fijar la divisoria meridional de la Tierra de Ávila que coincidía con la de su diócesis; los lugares sobre los que llegó a ejercer algún influjo, pero que al fin quedaron fuera de la comunidad abulense, fueron:Mejorada, Segura y El Bercial. Según un diploma de Alfonso X los pueblos de Valdeiglesias, Torralba, Berceal y Fuente del Sapo, así como todos los lugares del Campo de Arañuelo desde Fuente del Sapo hasta Valfonsadero, pertenecían al obispado de Ávila en 12-VIII-1268. 
Sin estos, son 33 los lugares de este arciprestazgo, a saber: La Adrada, Almendral de la Cañada (Toledo), El Arenal, Arenas de San Pedro, Buenaventura (Toledo), Candeleda, Cardiel de los Montes (Toledo), Casavieja, Casillas, Castillo de Bayuela (Toledo), Cervera de los Montes (Toledo), Fresnedilla, Garciotum (Toledo), Guisando, Higuera de las Dueñas, Hinojosa de San Vicente (Toledo), Hontanares, El Hornillo, La Iglesuela del Tiétar (Toledo), Marrupe (Toledo), Montesclaros (Toledo), Navamorcuende (Toledo), Nuño Gómez (Toledo), La Parra, Piedralaves, Poyales del Hoyo, Ramacastañas, El Real de San Vicente (Toledo), San Román de los Montes (Toledo), Santa María del Tiétar (antes Escarabajosa), Sartajada (Toledo), Sotillo de la Adrada, Sotillo de las Palomas (Toledo).
Los despoblados localizados dentro de los términos de este arciprestazgo son los diez siguientes: Alas de Faro, Alas del Llano, Aldea del Obispo, Calera, El Colmenar, Navalaparra, Párraces, La Puebla, La Torre de Miguel Martín, Valvercero.

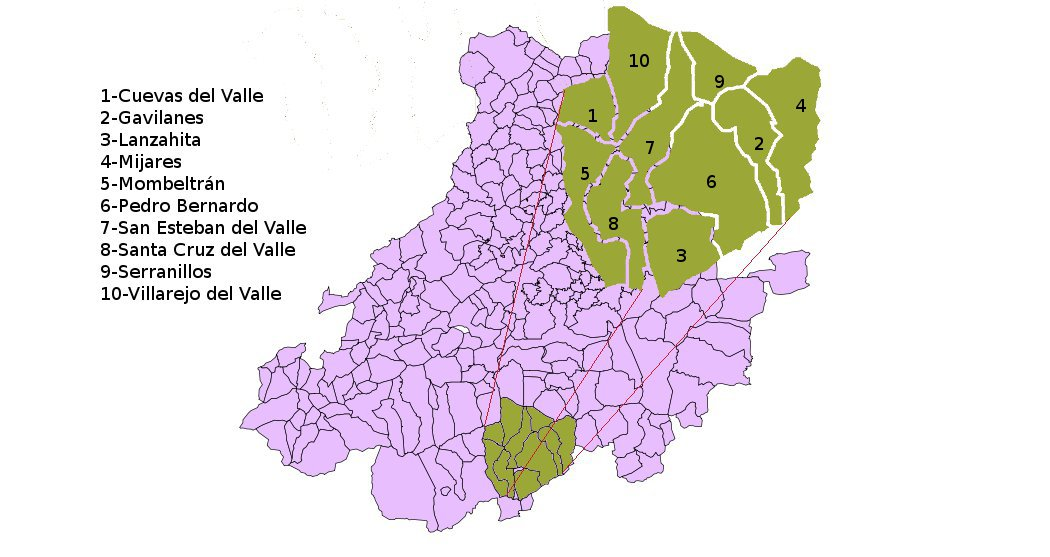
Arciprestazgo de Mombeltrán
Este era el más reducido de todos los arciprestazgos abulenses; tan reducido, que los lugares actuales del mismo no pasan de los 11 siguientes: Cuevas del Valle, Gavilanes, La Higuera, Lanzahíta, Mijares, Mombeltrán, Pedro Bernardo, San Esteban del Valle, Santa Cruz del Valle, Serranillos, Villarejo del Valle.
La Cabeza del arciprestazgo, Mombeltrán, aparece ya en 1250 como El Colmenar, y también más tarde como El Colmenar de las Ferrerías de Ávila.
En cuanto a los despoblados conocidos, solamente tres: Arroyocastaño, San Juan, Las Torres (en 1250 Las Torres del Fondo).
Arciprestazgo de Pinares
El territorio de este arciprestazgo rebasa los límites de la actual provincia de Ávila para integrar también en su jurisdicción el lugar de Valdemaqueda, hoy en la provincia de Madrid.
Además, antes de fijar definitivamente su límite meridional con tierras de Escalona y Toledo, en 1193 Cadalso de los Vidrios, actualmente provincia de Madrid,, aparece poblada por Ávila, aunque poco después se incorporaría al Concejo de Escalona. También San Martín de Valdeiglesias, actual provincia de Madrid, había sido abulense hasta que en 1150 Alfonso VII la donó al monasterio de Santa María del mismo lugar de monjes bernardos, separándola de la Comunidad de Ávila, pero sin perder su vinculación en la diócesis de Ávila, a la que todavía acudía con sus diezmos en 1268; más tarde se incorporaría totalmente a la diócesis de Toledo.
Dada la temprana desvinculación de Cadalso de los Vidrios, y más aún la de San Martín de Valdeiglesias, no son incluimos en la siguiente lista de lugares que han persistido hasta hoy. Estos son: Bajoncillo, El Barraco, Burgohondo, La Cañada, Cebreros, La Cendra, Cerro Guisando, Las Cruceras, El Herradón, Horno Robledo, Hoyo de Pinares, Hoyocasero, La Majadilla, Navalacruz, Navalmoral, Navalosa, Navalperal de Pinares, Navaluenga, Navandrinal, Navaquesera, Navarredondilla (antes Navalascuevas), Navarrevisca, Las Navas del Marqués, Navatalgordo, Palancar de Abajo, El Quejigal, La Rinconada de la Sierra, San Bartolomé de Pinares, San Juan del Molinillo, San Juan de la Nava, Santa Cruz de Pinares (antes Atizaderos), El Tiemblo, Valdemaqueda (actual provincia de Madrid), Villarejo.
Despoblados existen los siguientes: Atizadero, El Burgo de la Puente, Ceniceros, Espinarejo, Felipar, Fuente del Sapo, Murueco, Navaserrada, Navagallegos, Poveda, Quemada, Sorores, Tórtoles, La Torre de la Gaznata, Valdeyusta, Valsordo, Valverde, Villalba.
En 1955 la diócesis cedió algunas parroquias a las archidiócesis de Valladolid y de Toledo y a las diócesis de Segovia y de Salamanca.

## Historia
Una tradición, no anterior al siglo XVI, vincula la evangelización del territorio abulense a san Segundo, uno de los siete viri apostolici enviados por san Pedro para anunciar el evangelio en la Hispania romana. Esta tradición es puramente legendaria y el culto a san Segundo no está atestiguado en Ávila hasta 1564. Igualmente dudosa es la passio de los santos Vicente, Sabina y Cristeta, que sufrieron el martirio en Ávila durante la persecución ordenada por el emperador Diocleciano.
La diócesis fue erigida probablemente en el último cuarto del siglo IV, cuando se encuentran huellas del obispo herético Prisciliano, ejecutado en Tréveris en el año 385. Sin embargo, no se conocen más nombres de obispos durante los dos siglos siguientes y ningún obispo de Ávila estuvo presente en los primeros concilios visigodos. El primer obispo conocido es Justiniano, que participó en el Concilio de Toledo en el 610. En la antigüedad la sede de Ávila era sufragánea de la archidiócesis de Augusta Emerita, sede metropolitana de la provincia romana de Lusitania. A principios del siglo VIII, la región sufrió la invasión y ocupación árabe: hasta la Reconquista se perdieron vestigios de la presencia cristiana en Ávila.
A finales del siglo XI la ciudad y su territorio fueron reconquistados por los cristianos y colonizados por poblaciones cristianas procedentes del norte. En 1100 la diócesis fue confiada, con las de Zamora y Salamanca, al obispo de Valencia, para que se ocupara de su reorganización eclesiástica. La diócesis pronto fue reconstituida (a la vez que la diócesis de Zamora) y el primer obispo conocido es Jerónimo de Perigord, presente en la sede de Ávila en 1103 como administrador apostólico, obispo de la también recién restaurada, diócesis de Salamanca, con el encargo de reorganizarlas. Con su restauración la diócesis pasó a formar parte de la provincia eclesiástica de la archidiócesis de Santiago de Compostela el 27 de febrero de 1120.
En el siglo XII se completó la construcción del modesto edificio de la catedral original, en estilo románico, aunque en seguida se pasaría al estilo gótico. Posteriormente se construyeron algunas grandes iglesias románicas y los primeros monasterios. En el mismo período se delimitó la frontera diocesana, establecida por el papa Inocencio II en 1138.
En el siglo XIII la diócesis estaba dividida en los arcedianatos de Ávila, Arévalo y Olmedo.
Del siglo siglo XII al siglo XVI la ciudad y la diócesis vivieron la época de máximo esplendor, como lo demuestran los numerosos monumentos civiles y religiosos que aún hoy enriquecen la ciudad. La Inquisición española fue muy activa en Ávila y se llevaron a cabo varios autos de fe y sentencias de hoguera, sobre todo en el siglo XVI. Ávila también es conocida por la presencia de santa Teresa, reformadora, junto con san Juan de la Cruz, de la Orden del Carmelo en el siglo XVI. En 1568, durante el episcopado de Álvaro Hurtado de Mendoza, se estableció el seminario diocesano.
Una grave crisis azotó a la diócesis en la primera mitad del siglo XIX. Tras sufrir los daños de las guerras napoleónicas, en la desamortización de Juan Álvarez Mendizábal fue privada de la presencia de todas las órdenes religiosas masculinas, cuyos bienes fueron expropiados por el Estado y despojada de gran parte de su patrimonio económico, artístico y cultural.
Tras el concordato entre la Santa Sede y el gobierno español de 1851, confirmado por la bula Ad vicariam del papa Pío IX del 5 de septiembre de 1851, la diócesis pasó a formar parte de la provincia eclesiástica de la archidiócesis de Valladolid el 4 de julio de 1857.
Durante la guerra civil de 1936, edificios y archivos religiosos fueron destruidos y treinta sacerdotes diocesanos murieron de forma violenta: cinco de ellos están en proceso de canonización. En los años siguientes la reconstrucción de la diócesis fue bastante rápida.
Entre 1954 y 1955, a raíz del concordato de 1953 que establecía que los límites de las diócesis coincidían con los de las provincias civiles, el territorio de Ávila sufrió cambios: la diócesis cedió 23 parroquias a la archidiócesis de Valladolid, 31 a la de Toledo y 9 a la diócesis de Segovia; y adquirió dos parroquias de la diócesis de Segovia y una de la archidiócesis de Toledo.

## Estadísticas
Según el Anuario Pontificio 2023 la diócesis tenía a fines de 2022 un total de 149 354 fieles bautizados.
| Año                                                                             | Población            | Población | Población      | Sacerdotes | Sacerdotes    | Sacerdotes    | Bautizados por sacerdote | Diáconos permanentes | Religiosos | Religiosos | Parroquias |
| Año                                                                             | Bautizados católicos | Total     | % de católicos | Total      | Clero secular | Clero regular | Bautizados por sacerdote | Diáconos permanentes | Varones    | Mujeres    | Parroquias |
| ------------------------------------------------------------------------------- | -------------------- | --------- | -------------- | ---------- | ------------- | ------------- | ------------------------ | -------------------- | ---------- | ---------- | ---------- |
| 1950                                                                            | 296 347              | 296 347   | 100.0          | 345        | 291           | 54            | 858                      |                      | 130        | 553        | 393        |
| 1959                                                                            | 268 790              | 268 790   | 100.0          | 330        | 294           | 36            | 814                      |                      | 120        | 515        | 253        |
| 1970                                                                            | 217 956              | 218 147   | 99.9           | 308        | 252           | 56            | 707                      |                      | 101        | 692        | 256        |
| 1980                                                                            | 193 000              | 194 913   | 99.0           | 290        | 230           | 60            | 665                      | 1                    | 96         | 603        | 258        |
| 1990                                                                            | 178 110              | 183 600   | 97.0           | 272        | 217           | 55            | 654                      |                      | 89         | 590        | 260        |
| 1999                                                                            | 166 550              | 170 550   | 97.7           | 258        | 200           | 58            | 645                      |                      | 80         | 557        | 261        |
| 2000                                                                            | 163 178              | 167 132   | 97.6           | 255        | 197           | 58            | 639                      |                      | 80         | 521        | 261        |
| 2001                                                                            | 162 020              | 166 259   | 97.5           | 241        | 182           | 59            | 672                      |                      | 78         | 544        | 259        |
| 2002                                                                            | 160 008              | 163 885   | 97.6           | 264        | 187           | 77            | 606                      |                      | 152        | 524        | 254        |
| 2003                                                                            | 162 014              | 165 138   | 98.1           | 254        | 182           | 72            | 637                      |                      | 146        | 518        | 254        |
| 2004                                                                            | 163 466              | 165 480   | 98.8           | 253        | 184           | 69            | 646                      | 2                    | 147        | 519        | 254        |
| 2006                                                                            | 165 539              | 167 032   | 99.1           | 230        | 181           | 49            | 719                      | 2                    | 125        | 494        | 254        |
| 2012                                                                            | 170 110              | 172 804   | 98.4           | 230        | 166           | 64            | 739                      | 3                    | 134        | 470        | 254        |
| 2015                                                                            | 155 800              | 166 318   | 93.7           | 196        | 145           | 51            | 794                      | 2                    | 122        | 451        | 259        |
| 2018                                                                            | 151 500              | 160 700   | 94.3           | 178        | 128           | 50            | 851                      | 1                    | 123        | 468        | 265        |
| 2020                                                                            | 148 600              | 157 640   | 94.3           | 167        | 124           | 43            | 889                      | 1                    | 113        | 418        | 265        |
| 2022                                                                            | 149 354              | 158 421   | 94.3           | 170        | 125           | 45            | 878                      | 1                    | 117        | 453        | 265        |
| Fuente: Catholic-Hierarchy, que a su vez toma los datos del Anuario Pontificio. |                      |           |                |            |               |               |                          |                      |            |            |            |

Según cifras oficiales, en el Seminario Mayor de Ávila estudiaron 7 seminaristas durante el curso 2017-2018 y se ordenó un nuevo sacerdote.